# Exército Popular Húngaro
O Exército Popular Húngaro (em húngaro:  Magyar Néphadsereg; MN) foram os militares da República Popular da Hungria e o braço armado do Partido Socialista Operário Húngaro de 1951 a 1990. Só participou de um combate num país estrangeiro durante a sua existência, ajudando a União Soviética a esmagar a Primavera de Praga. Manteve laços estreitos com o Pacto de Varsóvia juntamente com outros países do Bloco Oriental. Dissolveu-se em 1989 e manteve a sua forma atual através das Forças de Defesa Húngaras.

## História

### Primeiros anos
A influência soviética sobre as forças armadas húngaras começou a aumentar rapidamente a partir de novembro de 1948, "...quando centenas de" conselheiros "militares soviéticos foram designados para o exército húngaro, desde o topo até o nível regimental.  Embora teoricamente agindo apenas como conselheiros, eles influenciaram todas as decisões importantes A partir de dezembro de 1948, milhares de húngaros começaram a frequentar academias militares e políticas soviéticas para obter conhecimentos técnicos e doutrinação política. Os generais húngaros foram enviados para escolas de estado-maior soviético. 
Após a criação do MN em 1948, os aliados e a União Soviética permitiram que ela tivesse um Exército de 65.000 homens e uma Força Aérea com 5.000 efetivos e 90 aeronaves. O primeiro ministro da Defesa, Mihály Farkas, baseou completamente o MN no stalinismo até a morte de Josef Stalin em 1953. O MN imitou o modelo de comissário político do Exército Soviético, no qual os membros do partido podiam ensinar as ideias do marxismo-leninismo aos soldados do MN. Após a morte de Stalin, a desestalinização varreu o MN levando rapidamente à renúncia de Farkas do cargo de Ministro da Defesa. 

### Revolução de 1956 e consequências
Durante a Revolução Húngara de 1956, o Exército Popular foi mobilizado no mínimo. Durante este período, o Exército Soviético invadiu a Hungria devido à revolução que estava a ocorrer. Como resultado, os soviéticos retiraram a maior parte do equipamento da MN e desmantelaram a Força Aérea. Em 1959 começaram a reconstruir o MN e o novo líder húngaro János Kádár, pediu que 200 mil soldados soviéticos do Grupo de Forças do Sul permanecessem no país, o que levou o governo a confiar mais nos soviéticos levando à deterioração do MN. 

### Papel na invasão da Tchecoslováquia
Em 1968, a União Soviética e quatro outros estados membros do Pacto de Varsóvia, com base na doutrina da “soberania limitada”, invadiram a Checoslováquia. Contornando o Parlamento, o partido húngaro e o governo decidiram participar. As tropas designadas eram em grande parte as da 8ª Divisão de Rifles Motorizados. As unidades militares húngaras receberam ordem em 27 de julho de 1968, às 3 horas da manhã, para estarem totalmente operacionais e realizarem a mobilização dos reservistas. As tropas ocuparam Aszód e Rétság em 28 de julho, e as suas áreas de espera preparadas na área intermediária, e estavam preparadas para realizar a tarefa aqui. Do pessoal húngaro mobilizado, quatro morreram em acidentes. 

### Reorganização e modernização
No final da década de 1970, a liderança política de topo exigiu que a liderança militar propusesse uma estrutura organizacional mais adequada ao tamanho, localização geográfica, posição no Pacto de Varsóvia e mudanças nos armamentos e na tecnologia. O objetivo era criar um exército mais adequado ao tamanho e à posição geográfica militar da Hungria, menor do que o existente e com menos equipamento, mas mais moderno. No final de 1984, o General Lajos Czinege foi aposentado. Os planos, elaborados em consulta com o Comandante-em-Chefe das Forças Armadas Conjuntas, previam mudanças substanciais em ambas as forças, cuja implementação teria início em 1985. Esta foi a chamada “tarefa RUBIN”, que foi em todos os aspectos uma política de modernização e reorganização que visava: 
- continuar os compromissos húngaros com o Pacto de Varsóvia
- dotar o MN  de equipamentos modernos e avançados
- adaptar as práticas doutrinárias militares aos novos tempos

Esta política eliminou a organização em nível de divisão em ambas as forças e, assim, foram criados quatro corpos, três forças terrestres e um para defesa aérea doméstica, substituindo oito divisões.
O Comando de Defesa Aérea e Aviação foi estabelecido para fornecer defesa aérea doméstica. Com base no dissolvido 1º Comando do Exército de Defesa Aérea Interna e nas duas Divisões da Força Aérea, o 1º Comando do Corpo de Defesa Aérea Húngaro foi estabelecido em Veszprém, incorporando as recém-formadas brigadas de Defesa Aérea Húngara (unidades de mísseis aéreos e rádio-técnicas). Como resultado da substituição das aeronaves de reconhecimento por outras mais modernas, um esquadrão independente foi organizado com base no pessoal do 101º regimento de aeronaves de reconhecimento. Helicópteros de transporte e combate foram organizados em unidades de nível regimental. 
Para as tropas terrestres, embora o nível de comando do corpo do exército (5º Comando do Exército) e as tropas subordinadas diretas do corpo do exército permanecessem inalterados, uma estrutura inteiramente nova emergiu com a abolição das divisões e de muitos dos regimentos e a introdução de organizações de brigadas no estilo da OTAN, uma primeiro no Pacto de Varsóvia. Isso significou que o 1º Corpo Mecanizado foi criado em Tata e o 2º Corpo Mecanizado em Kaposvár. O 3º Corpo, até então independente em Cegléd, estava subordinado ao Comando do 5º Exército. Cada corpo de forças terrestres, em 1988, incluía cinco brigadas (infantaria e blindadas) organizadas em um QG de brigada e os batalhões e/ou companhias de combate, apoio ao combate e serviço no âmbito da brigada. 
Em 1981, a Flotilha do Danúbio recebeu seis caça-minas modernos do tipo AM e, em 1988, consistia em 700 homens e oitenta e dois navios, incluindo dez barcos Nestin MSI (ribeirinhos). Durante a guerra, as suas principais funções teriam sido limpar as minas do rio Danúbio e do rio Tisza e, além disso, ajudar as forças terrestres húngaras e outros exércitos do Pacto de Varsóvia a transportar com sucesso os seus homens e o seu material através dos rios. 

### Fim do MN
As tropas soviéticas relaxaram o seu controlo durante a era de Mikhail Gorbatchov, e a Hungria tornou-se mais tarde uma República democrática. À medida que avançava do socialismo, o MN foi convertida no novo modelo, dissolvendo oficialmente o MN e tornando-se a nova Força de Defesa Húngara.

## Estrutura

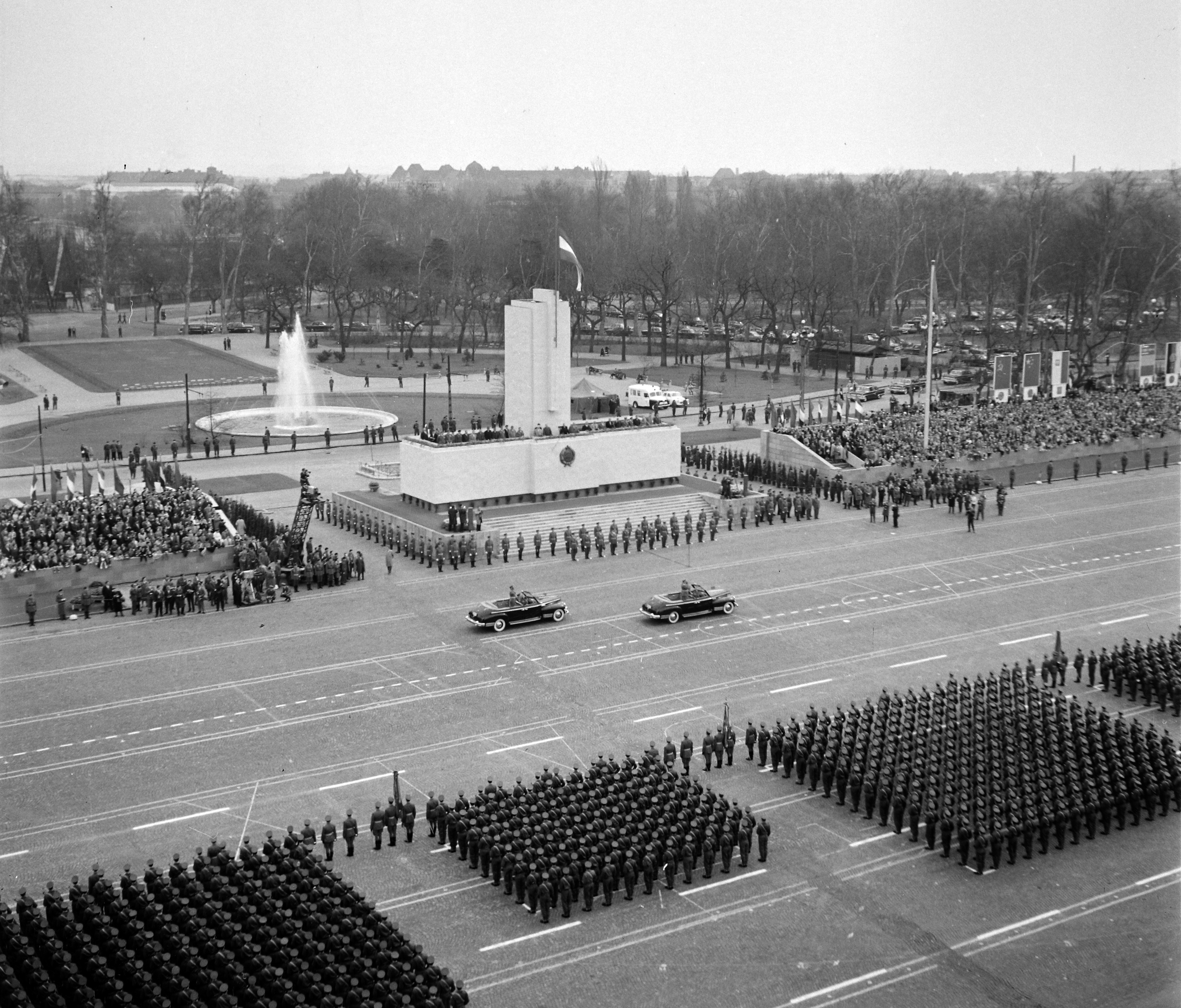
Tropas da MN em desfile em 4 de abril.

O MN incluía as Forças Terrestres Húngaras e as Forças Aéreas e de Defesa Aérea. No início da década de 1980, estimou-se que as forças terrestres representavam 90% da MN.  Em 1 de julho de 1986, o Instituto Internacional de Estudos Estratégicos estimou que as Forças Terrestres e a Flotilha do Danúbio tinham 83.000 efetivos (incluindo 50.000 recrutas) e as Forças Aéreas 22.000 (incluindo 8.000 recrutas) para um total de 105.000 efetivos.  Quatro anos depois, uma estimativa menos precisa de mão de obra de 1989 era de aproximadamente 100.000, dos quais cerca de 64.000 eram recrutas. 
Em 1963, as Forças Terrestres foram organizadas em: 
- 5º Exército em Székesfehérvár
  - 7ª Divisão de Rifles Motorizados em Kiskunfélegyháza
  - 8ª Divisão de Rifles Motorizados em Zalaegerszeg
  - 9ª Divisão de Rifles Motorizados em Kaposvár
  - 11ª Divisão Panzer em Tata
  - 34º Batalhão de Reconhecimento Especial em Székesfehérvár
- 3º Corpo de Exército em Cegléd
  - 4ª Divisão de Rifles Motorizados em Gyöngyös
  - 15ª Divisão de Rifles Motorizados em Nyíregyháza

Comando de Aviação Tática em Veszprém (mais tarde transferido para Börgönd)
- 101º Regimento de Reconhecimento em Szolnok (transferido para Taszár em 1984 como um esquadrão de reconhecimento)
- 87º Regimento de Helicópteros de Ataque em Szentkirályszabadja (atualizado para brigada em 1987)
- 89º Regimento Composto de Transporte Aéreo em Szolnok (formado em 1984 quando o 101º Regimento de Reconhecimento desocupou a base aérea)
- 90º Regimento de Helicópteros de Apoio e Correio em Börgönd
- 93º Esquadrão Aéreo Composto em Tököl

1º Comando do Exército de Defesa Aérea Interna em Veszprém
- 1ª Divisão de Defesa Aérea em Veszprém
  - 47º Regimento de Caças em Pápa
  - 31º Regimento de Caças em Taszár
  - 11ª Brigada de Artilharia de Defesa Aérea em Budapeste, depois de 1977 Érd
  - 104º Regimento de Artilharia de Defesa Aérea Nagytarcsa após Szabadszállás
  - 45º Regimento de Alerta Radiotécnico em Taszár
- 2ª Divisão de Defesa Aérea em Miskolc
  - 59º Regimento de Caças em Kecskemét
  - 105º Regimento de Artilharia de Defesa Aérea em Miskolc
  - 54º Regimento de Alerta Radiotécnico em Kecskemét

O 1º Exército de Defesa Aérea Interna e suas duas divisões de defesa aérea constituintes foram fundidos em 1984 no 1º Corpo de Defesa Aérea Interna. Assumiu os três regimentos aéreos de caça, a brigada de defesa aérea e os dois regimentos de defesa aérea e os 54º e 45º regimentos de radar fundidos na 54ª Brigada Radiotécnica. Todas as unidades de defesa aérea nacionais carregavam o prefixo 'Honi' (Pátria) em suas designações oficiais.

## Forças de segurança do MN
No início da década de 1980, havia também quatro forças de segurança interna separadas sob o Ministério do Interior. Estas incluíam as Tropas de Segurança Interna (Belső Karhatalom); a Polícia de Segurança da Autoridade de Proteção do Estado (Államvédelmi Hatóság, ÁVH) (dissolvida em 1956, substituída pelo Departamento III), a Guarda de Fronteira ou Guarda de Fronteira ( Hatarőrseg, HO), vestindo uniformes do exército, 15.000 homens; e a Milícia Operária (Munkás Őrseg, MŐ).  Em meados de 1986, estimou-se que a Guarda de Fronteira contava com 16.000 homens, com 11.000 recrutas, divididos em 11 distritos. 

## Equipamento
A Hungria tinha o menor número de aeronaves e menos equipamentos no Pacto de Varsóvia. 
Na década de 1950 o Exército estava equipado com tanques T-34/85, bem como 68 IS-2, que estiveram em serviço entre 1950 e 1956. Após a repressão da Revolução Húngara de 1956, todos foram devolvidos à União Soviética. 
O Exército tinha 1.200 tanques T-54 e T-55 em 1988. Ele também tinha cerca de 100 T-72 de fabricação soviética em seu inventário. A artilharia do MN incluía 225 obuseiros M-1938 de 120 mm e 50 obuseiros M-1943 ou D-1. Também incluiu 90 canhões autopropelidos 2S1 122 mm e 20 canhões autopropelidos 2S3 152 mm. 

## Recrutamento militar

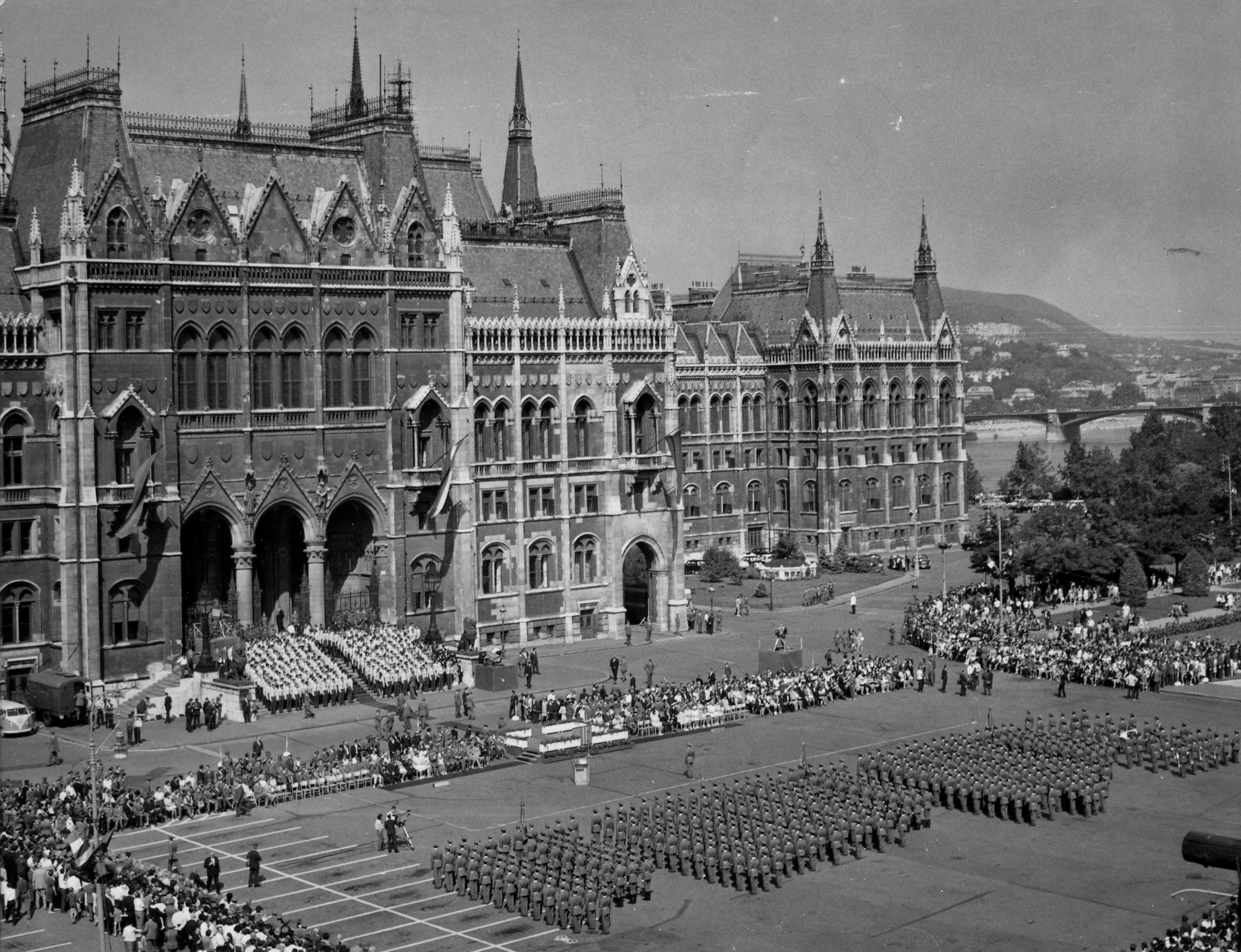
Tisztavatás na Praça Kossuth, 1969.

A maioria dos recrutas era mal treinada e, portanto, eram usados como força de trabalho. Todos os recrutas tiveram que passar por algumas semanas de treinamento com rifle antes de irem para os ramos de trabalhadores. Durante o período de recrutamento, a opinião em relação ao MN tornou-se muito negativa e fez com que muitos jovens apresentassem desculpas sobre por que não deveriam ser convocados (principalmente desculpas médicas falsas). 